# Katrajka, Sînelnîkove
Katrajka (în ucraineană Катражка) este un sat în comuna Starovîșnîvețke din raionul Sînelnîkove, regiunea Dnipropetrovsk, Ucraina.

## Demografie
Componența lingvistică a localității Katrajka
     Ucraineană (93,62%)
     Rusă (6,38%)
Conform recensământului din 2001, majoritatea populației localității Katrajka era vorbitoare de ucraineană (93,62%), existând în minoritate și vorbitori de rusă (6,38%).